# Intoxicación alimentaria de Japan Airlines de 1975
El 3 de febrero de 1975, un Boeing 747-200B de Japan Air Lines proveniente desde el Aeropuerto Internacional de Haneda, ubicado en Tokio haciendo escala en Anorchage, Aeropuerto Internacional Ted Stevens de Anchorage a Copenhague, Aeropuerto de Copenhague-Kastrup con destino hacia el Aeropuerto de París-Charles de Gaulle, París, en la última escala 197 pasajeros y la azafata de vuelo después de haber consumido comida contaminada, fueron infectados con Staphylococcus aureus, de los cuales 144 personas fueron hospitalizadas.

## Aeronave y pasajeros
El incidente ocurrió a bordo de un Boeing 747 operado por Japan Air Lines. Se desconoce el número de matrícula de la aeronave. En el momento del incidente, Japan Air Lines tenía tanto el 747-100 como el 747-200B en su flota de larga distancia.
El avión transportaba 344 pasajeros. Se desconoce el número exacto de miembros de la tripulación, pero el hecho de que se llevaron 364 comidas a bordo indica una tripulación de 20. La mayoría de los pasajeros en el Vuelo chárter eran vendedores japoneses de The Coca-Cola Company y sus familiares, que habían ganado un viaje a París.

## Incidente
El vuelo partió del aeropuerto Haneda de Tokio e hizo una escala para repostar combustible en el aeropuerto internacional de Anchorage, Alaska. Después de cruzar el Ártico , estaba prevista otra escala para repostar combustible en el aeropuerto de Copenhague antes de que el vuelo continuara hasta su destino final en el aeropuerto Charles de Gaulle de París. 
El avión alcanzó el espacio aéreo europeo tras un vuelo sin incidentes, 90 minutos antes del aterrizaje previsto en Copenhague, las azafatas sirvieron tortillas de jamón para el desayuno en el avión.
Aproximadamente una hora después del desayuno, mientras se acercaban a Copenhague, 196 pasajeros y una azafata enfermaron con náuseas, vómitos, diarrea y calambres abdominales. 144 de ellos estaban tan gravemente enfermos que requirieron hospitalización; 30 estaban en estado crítico. Los otros 53 fueron tratados en salas de emergencia improvisadas.
Como ninguno de los médicos en Dinamarca hablaba japonés, y sólo unos pocos de los pasajeros hablaban danés o inglés con fluidez, se llamó al hospital al personal de habla japonesa de los restaurantes de Copenhague para que actuaran como traductores. 

## Investigación
El equipo de investigación estuvo dirigido por el Dr. Mickey S. Eisenberg, funcionario del Servicio de Salud Pública de los Estados Unidos, del Departamento de Salud del Estado de Alaska.
Las pruebas de laboratorio de muestras de heces y vómitos de los pasajeros, así como de 33 muestras de restos de tortillas de jamón, detectaron "Staphylococcus aureus". También se detectaron en el jamón concentraciones elevadas de toxinas producidas por los estafilococos, lo que explica el tiempo de incubación extremadamente corto para los desayunos.

### Contaminación de las comidas
La investigación comenzó rastreando los patógenos hasta su origen y se centró en las instalaciones de "International Inflight Catering", una filial de Japan Airlines con sede en Anchorage, donde se habían preparado las comidas. Se descubrió que tres cocineros prepararon los desayunos, uno de los cuales tenía lesiones infectadas en el dedo índice y medio de su mano derecha. Se descubrió que las lesiones en los dedos del cocinero estaban infectadas con estafilococos. Las pruebas revelaron idénticas tipos de fagos y resistencias a los antibióticos para todas las muestras, lo que indica que el cocinero fue la fuente de la contaminación.>
El avión contaba con cuatro cocinas desde las que se servían 354 comidas, 40 en primera clase y 108 en cada cocina de la cubierta principal. Según Eisenberg, el cocinero sospechoso había preparado comida para tres de las cuatro cocinas. Había vendado las lesiones pero no se las había comunicado a su superior por considerarlas triviales. Además, según Eisenberg, la dirección no había verificado que gozara de buena salud, a pesar de estar obligada a hacerlo. 
El cocinero sospechoso había preparado las 40 tortillas servidas en primera clase, así como 72 de 108 para una de las cocinas de la cubierta principal. Además, manejó las 108 tortillas para otra cocina (las fuentes difieren sobre si él puso el jamón en estas tortillas o ambos cocineros tomaron las lonchas de jamón para las tortillas que prepararon del mismo recipiente). Por tanto, había gestionado un total de 220 comidas. Según la hipótesis de Eisenberg, 36 personas que comieron en una de las cocinas delanteras, así como las 108 que comieron en la trasera, comieron alimentos que no estaban contaminados. 

### Propagación de patógenos
Según los microbiólogos, pueden ser necesarios tan solo 100 estafilococos para provocar una intoxicación alimentaria. La logística del Cáterin a bordo proporcionó las condiciones ideales para que las bacterias crecieran y liberaran toxinas, que provocan náuseas, vómitos, diarrea y calambres abdominales intensos. Al ser resistentes al calor, las toxinas no se destruyen cuando se calientan las tortillas.
Antes de ser servidas, las comidas se almacenaron a temperatura ambiente en la cocina durante 6 horas, luego se refrigeraron (aunque a una temperatura insuficiente 10 grados Celsius (50,0 °F)) durante 14½ horas y luego se almacenaron en los hornos del avión. nuevamente sin refrigeración, por otras 8 horas. Si los alimentos se hubieran mantenido adecuadamente refrigerados desde el momento en que se prepararon hasta que estuvieron listos para servirse, el brote no habría ocurrido.
Los médicos daneses afirmaron que la mayoría de los que enfermaron habían ocupado asientos en la sección delantera del avión, lo que coincide con el patrón de distribución hipotético de Eisenberg de las tortillas contaminadas. El 86% de los que comieron tortillas manipuladas por el sospechoso El cocinero enfermó, mientras que ninguno de los que comieron una de las otras tortillas desarrolló síntomas.

## Consecuencias
El director de Cáterin de Japan Air Lines, Kenji Kuwabara, de 52 años, se suicidó al enterarse de que el incidente había sido causado por uno de sus cocineros. Fue la única víctima mortal.
Los investigadores enfatizaron que las personas con lesiones infectadas no deben manipular alimentos y que los alimentos deben almacenarse a temperaturas lo suficientemente bajas como para inhibir el crecimiento de bacterias.
Fue pura casualidad que el piloto y el primer oficial no hubieran comido ninguna de las tortillas contaminadas, ya que la aerolínea no tenía regulaciones sobre las comidas de la tripulación. Como los relojes biológicos de los pilotos estaban en hora de Alaska en lugar de hora europea , habían optado por una cena de filetes en lugar de tortillas; si no lo hubieran hecho, es posible que no hubieran podido aterrizar el avión de manera segura. Eisenberg sugirió que los miembros de la tripulación de la cabina comieran diferentes comidas preparadas por diferentes cocineros para evitar que los brotes de intoxicación alimentaria incapaciten a toda la tripulación, una regla implementada posteriormente por muchas aerolíneas.